# Rolf Fäs
Rolf Fäs (Aargau, 18 de outubro de 1916 - 24 de outubro de 1983) foi um handebolista de campo suíço, medalhista olímpico.
Fez parte do elenco do bronze olímpico de handebol de campo nas Olimpíadas de Berlim de 1936.